# Список футболістів, які померли під час матчів і тренувань
Список футболістів, які померли під час матчів і тренувань які загинули під час гри або безпосередньо від травм, отриманих під час гри, або після того, як захворіли на полі. Після збільшення смертності  як під час матчів, так і під час тренувань, Міжнародна федерація футболу (ФІФА) упровадила обов’язкову перевірку стану роботи серця , яка вже роками діє в деяких країнах, таких як, наприклад, Італія. .
За часів зародження футболу ситуація зі смертністю на полі була катастрофічно. Низький рівень медицини призвів до того, що в 1891-1899 роках загинуло близько 100 футболістів і регбістів.
Таке становище у футболі, стало об'єктом уваги медичного журналу Lancet. У статті за березень 1894 року зазначалося, що гравець вів м'яч, поки не втрачав його. Це передбачало атаки інших футболістів на гравця. На гравців, які намагалися завдати удару головою по м'ячу, нападали і кидали на землю, що допускалося правилами. У статті за квітень 1899 року помічалося, що небезпека зменшилася, хоча все одно існує. У статті за грудень 1905 року говорилося, що збільшення темпу гри викликало більше зіткнень на полі, але завдяки суддям травматизм знизився.
У XX столітті смерті на полі стали траплятися рідше. Якщо в XIX столітті футболісти помирали, головним чином, через сутички на полі і несвоєчасне надання медичної допомоги, то зараз підвищилася смертність через проблеми з серцевою недостатністю, внаслідок значного зростання фізичних навантажень на спортсменів.
У першому десятилітті XXI століття смертність на полі різко зросла. Ось що говорить з цього приводу кандидат медичних наук Дмитро Поляков:

Від футболістів тепер потрібно пробігти за гру не менше десяти кілометрів. Тільки тоді вважається, що гравець нормально відпрацював у матчі і виклався на повну. Але чомусь все при цьому забувають, що можливості людського організму не безмежні

До 2009 року медична диспансеризація гравців що грають під егідою FIFA перед змаганнями (PCMA) включало перевірку спадковості, серцевий ритм, результати електрокардіограми (ЕКГ).  Спілка європейських футбольних асоціацій (УЄФА) вимагав проведення широких медичних тестів, включаючи ЕКГ та ехокардіограму для гравців Ліги Європи.  Рекомендується постійний моніторинг.
У даному списку наведені лише імена футболістів, які померли від природних причин, викликаних ушкодженнями, отриманими під час гри. До нього не включені спортсмени, що потрапили в авто - і авіакатастрофи (такі, як Михайло Єрьомін або футболісти Торіно-1949), вбиті (Андрес Ескобар) або померлі в місцях підготовки до матчів (Даніель Харке і Давіде Асторі).

## Список футболістів, які померли у XIX столітті

### 1890-ті роки
| Дата смерті       | Ім'я              | Вік | Команда         | Причина смерті |
| ----------------- | ----------------- | --- | --------------- | --- |
| 13 січня 1889     | Вільям Кроппер    | 26  | Стейвлі         | 12 січня 1889 під час зіткнення з суперником отримав сильний удар коліном в живіт, через що стався розрив кишечника. До лікарні його вирішили не перевозити, а просто перенесли в роздягальню, де він і помер рано вранці наступного дня. |
| 11 січня 1892     | Джеймс Данлоп     | 21  | Сент-Міррен     | Під час матчу впав коліном на осколок скла, через десять днів помер від правця. |
| 12 листопада 1893 | Джон Генрі Морріс | 26  | Шрусбері Таун   | Внутрішня кровотеча після отриманого удару в ході матчі. Винесено вирок про випадкову смерть. |
| 23 листопада 1893 | Волтер Бенністер  | 24  | Честерфілд Таун | 4 листопада 1893 року в матчі Кубка Англії проти «Дербі Джанкшен» під час зіткнення з суперником отримав удар коліном у область нирок. У нього стався розрив нирки, через 19 днів він помер. |
| 28 березня 1896   | Тедді Сміт        | 27  | Бедмінстер      | Отримав серйозний струс мозку після зіткнення головою у півфіналі Кубку Глостершира проти Бристоль Роверз. Спочатку він продовжував грати, але врешті-решт був змушений залишити гру і помер від травми наступного ранку. |
| 25 травня 1896    | Джеймс Логан      | 25  | Лафборо         | Автор хет-трика в фіналі Кубка Англії 1894 року у складі "Ноттс Каунті". Зіграв за "Лафборо" в матчі проти «Ньютон Хіт"під сильним дощем в повсякденному одязі (комплекти клубних форм були загублені), після чого поїхав додому в мокрому одязі і захворів. Він пропустив три матчі, потім зіграв останню гру проти «Кру Александра", після чого помер від пневмонії. |
| 29 листопада 1896 | Джо Пауелл        | 26  | Вулідж Арсенал  | 23 листопада 1896 року в матчі проти «Кеттерінг Таун" зламав руку. У нього розвинувся правець і сепсис. Незважаючи на ампутацію руки, через шість днів він помер. |
| Січень 1900       | Джеймс Коллінз    |     | Sheppey United  | Правець, викликаний травмою на полі. |

## Список футболістів, які померли у XX столітті

### 1900-ті роки
| Дата смерті    | Ім'я           | Вік | Команда           | Причина смерті |
| -------------- | -------------- | --- | ----------------- | --- |
| 27 серпня 1902 | Ді Джонс       | 35  | Манчестер Сіті    | 17 серпня 1902 року під час передсезонного тренування Джонс поранив коліно, впавши на шматок скла. До рани потрапила інфекція, і протягом тижня Ді Джонс помер від зараження крові. |
| 27 жовтня 1906 | Солджер Вілсон | 26  | Лідс Сіті         | 27 жовтня 1906 року в матчі проти «Бернлі» відчув сильний біль у грудях, через що самостійно покинув поле. Однак після травми ще одного гравця "Лідса", який покинув поле, Вілсон вирішив повернутися в гру. Через три хвилини змушений був знову покинути поле, після чого втратив свідомість і помер у роздягальні. Причиною смерті став серцевий напад. Вдова припустила, що це могло бути пов'язано з частим курінням покійного чоловіка. |
| 8 квітня 1907  | Томмі Блексток | 25  | Манчестер Юнайтед | 8 квітня 1907 року в матчі команди резервістів «Манчестер Юнайтед» проти «Сент-Хеленс Таун» втратив свідомість. Його віднесли в роздягальню, де він і помер, не приходячи до тями. Згідно з офіційним висновком, Блексток помер через "природні причини". Однак його одноклубники засумнівалися в цьому висновку, вважаючи, що причиною смерті міг стати інфаркт або апоплексичний удар. Багато гравців "Манчестер Юнайтед «були розчаровані тим», що не підтримали сім'ю Блекстока після смерті". Після цього Біллі Мередіт, Чарлі Робертс, Чарлі Сегар, Герберт Берджесс і Сенді Тернбулл ухвалили рішення про створення Профспілки футболістів асоціації. |
| січень 1908    | Френк Левік    | 26  | Шеффілд Юнайтед   | У матчі проти «Ньюкасл Юнайтед» зламав ключицю, після чого захворів на пневмонію і помер. |
| 29 грудня 1909 | Джеймс Мейн    | 23  | Гіберніан         | У матчі проти «Партік Тісл» на стадіоні «Фірхілл» 25 грудня 1909 року отримав сильний удар ногою в живіт від суперника, через що у нього стався розрив внутрішніх органів (ймовірно, розрив селезінки). Він помер у королівському госпіталі Единбурга 29 грудня. |

### 1910-ті роки
| Дата смерті    | Ім'я       | Вік | Команда | Причина смерті                          |
| -------------- | ---------- | --- | ------- | --------------------------------------- |
| 19 лютого 1916 | Боб Бенсон | 33  | Арсенал | Луснула судина після гри проти Редінга. |

### 1920-ті роки
| Дата смерті       | Ім'я              | Вік | Команда                  | Причина смерті |
| ----------------- | ----------------- | --- | ------------------------ | --- |
| 7 січня 1921      | Горацій Фейргерст | 27  | Блекпул                  | Травма голови в грі ліги проти Барнслі у грудні 1920; помер внаслідок травми на початку нового року. |
| 22 травня 1921    | Нікола Газдич     |     | Хайдук                   | загострення туберкульозу після гри проти Граджянскі, найбільшого суперника Хайдука на той час. |
| 14 листопада 1921 | Джошуа Вілкінсон  | 24  | Дамбартон                | Воротар, який помер від перитоніту через два дні після гри проти Рейнджерса. |
| 11 листопада 1923 | Том Батлер        |     | Порт Вейл                | Помер від правця через вісім днів після перелому руки під час гри. |
| 13 березня 1927   | Жорж Ле Бідуа     | 26  | Stade Olympique de l'Est | Під час завершального матчу сезону Паризької футбольної ліги Іль-де-Франс воротар Жорж Ле Бідуа отримав сильний удар по його каротиді від швейцарця Арона Полліца з Suisse Paris. Після повідомлення про його смерть гру припинили. |
| 4 квітня 1927     | Альберт Ван Койл  | 27  | Серкль                   | Перфорація кишечника після зіткнення з суперником. Помер наступного дня. |
| 30 квітня 1927    | Сем Вінн          | 30  | Бері                     | Помер на полі пневмонії під час матчу проти Шеффілд Юнайтед, хоча клуб стверджує, що це був мозковий крововилив. |
| 3 травня 1927     | Девід Арельяно    | 24  | Коло-Коло                | Перитоніт після удару суперника під час матчу. Незабаром після інциденту Арельяно був доставлений до сусідньої клініки, де він врешті помер.                                                                                        |

### 1930-ті роки
| Дата смерті       | Ім'я               | Вік | Команда          | Причина смерті |
| ----------------- | ------------------ | --- | ---------------- | --- |
| 5 вересня 1931    | Джон Томсон        | 22  | Селтік           | Поранений під час Олд Фірм - історичного протистояння шотландських клубів, коли він пірнув за м'ячем і отримав перелом черепа внаслідок випадкового зіткнення з гравцем Рейнджерса Семом Інгліш. Того ж вечора він помер. |
| 17 червня 1933    | Йон Крістбьорнссон | 22  | Валюр            | Воротар, який зіткнувся з нападником з КР Рейк'явік і отримав травму голови в останній грі Ісландської ліги 13 червня 1933 р. Доправлений до лікарні, де 17 червня 1933 року помер від отриманих травм.                   |
| 1 грудня 1934     | Сім Релі           | 25  | Джиллінгем       | Помер від крововиливу в мозок після зіткнення з гравцем Брайтон енд Гоув Альбіона Полом Муні. |
| 3 грудня 1934     | Пфайферлік         |     | AFK Union Žižkov | Впав і отримав струс мозку в грі проти Вікторія Жижков. Помер по дорозі до лікарні. |
| 10 лютого 1935    | Семюель Бітті      | 28  | Distillery F.C.  | Загинув після зіткнення з м'ячем після подачі з кутового в чвертьфіналі FAI Cup. Закінчив гру і пішов додому. Тієї ж ночі був доставлений до лікарні через мозковий крововилив                                            |
| 5 лютого 1936     | Джиммі Торп        | 22  | Сандерленд       | Граючи воротаря, діабетик Торп впав у кому, від якої він так і не оговтався, що пояснюється ударом по ньому у грі проти Челсі. Після його смерті уведено правила, що гравці більше не могли вибивати м'яч з рук воротаря. |
| 12 листопада 1936 | Хорхе Чавес Боза   |     | Atlético Chalaco | Граючи у товариському матчі за Atlético Chalaco, Чавесу Бозу поранив стегнову артерію Віктор Лавалле з Альянса Ліма. Кінцівку ампутували, що згодом призвело до смерті, оскільки страждав на діабет.                      |
| 14 травня 1939    | Асбьорн Роннеберг  | 17  | Hof IL           | Впав із серцевим нападом під час виїзної гри проти Ramnes IL. Він помер за кілька хвилин після того, як його винесли з поля.                                                                                              |

### 1940-ті роки
| Дата смерті     | Ім'я          | Вік | Команда               | Причина смерті |
| --------------- | ------------- | --- | --------------------- | --- |
| 15 травня 1941  | Лоу Адам      | 32  | Тор                   | Покинув поле тримаючись за серце. У роздягальні йому стало гірше, він втратив свідомість.                                                                                           |
| 22 березня 1946 | Ісаак Ангуло  |     | Альянса Ліма          | Постраждав під час товариського матчу проти команди робітників селітри в Антофагасті, що на півночі Чилі. Він помер від можливої зупинки серця.                                     |
| 20 лютого 1949  | Густав Феланд |     | Айнтрахт (Брауншвейг) | Внутрішня кровотеча через кілька днів після зіткнення з гравцем іншої команди у матчі між його клубом TSV Braunschweig (тимчасова назва Айнтрахта) та Вердером 13 лютого 1949 року. |

### 1950-ті роки
| Дата смерті   | Ім'я        | Вік | Команда | Причина смерті                                              |
| ------------- | ----------- | --- | ------- | ----------------------------------------------------------- |
| 1 квітня 1951 | Мітотоніо   | 35  | Сеара   | Помер під час матчу. Смерть пояснюється закладеним шлунком. |
| 4 квітня 1953 | Джон Кіркбі | 23  | Рексем  | Помер під час матчу. Смерть, пов'язана з зупинкою серця.    |

### 1960-ті роки
| Дата смерті      | Ім'я              | Вік | Команда         | Причина смерті |
| ---------------- | ----------------- | --- | --------------- | --- |
| 14 липня 1963    | Костянтин Табарча | 26  | Петролул        | Помер від надзвичайно активної діяльності зобної залози.                                                          |
| 1 листопада 1966 | Петар Радакович   | 29  | Рієка           | Впав під час тренування через серцеву недостатність і помер по дорозі до лікарні.                                 |
| 25 лютого 1967   | Тоні Алден        |     | Хайгейт Юнайтед | Вражений блискавкою під час чвертьфіналу Аматорського кубка Федерації Англії проти Енфілда, помер наступного дня. |

### 1970-ті роки
| Дата смерті    | Ім'я          | Вік | Команда         | Причина смерті |
| -------------- | ------------- | --- | --------------- | --- |
| 7 січня 1973   | Педро Беруесо | 27  | Севілья         | Серцевий напад під час матчу Сегунда Дивізіон проти Понтеведри. Мав проблеми в попередніх матчах проти «Аліканто», «Сабаделя» та «Баракальдо». Лікувався, але востаннє впав на муніципальному стадіоні Пасарона, не приходячи до тями. Помер від інфаркту. Розтин показав, що за кілька тижнів до смерті у футболіста вже був інфаркт. |
| 1 липня 1973   | Нікола Мантов |     | Осогово         | Помер від серцевого нападу. |
| 14 грудня 1975 | Ангель Авілес |     | Депортиво Гунін | Впав на полі після пробігу за м'ячем у грі проти «Атлетико Халако», що проходила на Національному стадіоні Перу. Він і раніше мав проблеми з серцем, граючи за «Nacional Iquitos». Його ім'ям був названий стадіон у Мойобамба. |
| 1 липня 1977   | Тоні Авеярд   | 21  | Скарборо        | Травми голови, отримані під час матчу. |
| 27 серпня 1977 | Мішель Сульє  | 27  | Namur           | Помер в результаті атаки в гостях у грі Кубку Бельгії проти Андерлехта в Парк Астрід. Стадіон Мішель-Сульє у Намюрі був названий на його честь. |
| 30 жовтня 1977 | Ренато Курі   | 24  | Перуджа         | Курі несподівано впав у центрі поля в той момент, коли партнер по команді намагався викинути м'яч з ауту. Футболіста негайно госпіталізували, але по дорозі до лікарні він помер. Смерть настала від серцевого нападу.. |
| 21 квітня 1980 | Омар Сахін    | 26  | Бордо           | Помер під час тренування зі своєю командою. |

### 1980-ті роки
| Дата смерті      | Ім'я                     | Вік | Команда          | Причина смерті |
| ---------------- | ------------------------ | --- | ---------------- | --- |
| 5 листопада 1981 | Хосін Бенмілуді          | 26  | Білуїздад        | Помер під час матчу Ліги 1 у грі проти «USM Aïn Beïda» на Stade 20 Août 1955 (Алжир) від важкого харчового отруєння.                                                                                                |
| 7 березня 1982   | Карлос Альберто Барбосай | 28  | Спорт Ресіфі     | Помер від інфаркту після того як знепритомнів у матчі проти XV de Jaú. |
| 9 травня 1984    | Сергій Сальников         |     | завершив кар'єру | Помер від сердечного приступу в роздяальні після матчу ветеранів московського «Спартака» |
| 23 вересня 1984  | Ерік Чон Блод            | 21  | ДВС              | Вражений блискавкою під час гри. Син Яна Йонгблуда, воротаря збірної Нідерландів - учасника фінального матчу чемпіонату світу з футболу 1974 та 1978 років.                                                         |
| 15 січня 1987    | Хосе Антоніо Галлардо    | 25  | Депортиво Малага | Зіткнувся з суперником 21 грудня на виїзді в Сельта де Віго, переніс екстрену операцію і повернувся додому. Рецидив стався 7 січня у вигляді геморагічного інсульту, коли він впав у восьмиденну кому перед смертю. |
| 23 серпня 1987   | Пауло Навальйо           | 20  | Атлетіку         | Гострий інфаркт міокарда під час товариського матчу між Атлетіко та клубом «Аль-Джазір»а з ОАЕ. |
| 9 грудня 1987    | Дурсун Узбек             | 17  | Галатасарай      | Помер від серцевого нападу на тренувальному матчі у Флорія. |
| 7 лютого 1989    | Сіксто Ровіна            | 27  | Гронінген        | Раптово впав, коли він хотів вкинути м'яч, граючи проти Гугезанда. Помер від серцевого нападу. |
| 12 серпня 1989   | Семюел Оквараджі         | 24  | Збірна Нігерії   | Впав і помер під час гри проти Анголи у відбіркового турніру до чемпіонату світу. Розтин показав, що у 24-річного чоловіка збільшено серце і високий кров'яний тиск.                                                |
| 8 вересня 1990   | Девід Лонгерст           | 25  | Йорк Сіті        | Серцевий напад на полі під час гри проти Лінкольн Сіті. Смерть наступила після прибуття до лікарні. |

### 1990-ті роки
| Дата смерті    | Ім'я              | Вік | Команда                     | Причина смерті |
| -------------- | ----------------- | --- | --------------------------- | --- |
| 2 лютого 1993  | Міхаель Кляйн     | 33  | Юрдінген 05                 | Помер від серцевого нападу, отриманого на тренуванні. |
| 1 вересня 1993 | Габор Зібораш     | 35  | MTK                         | На тренувальному занятті гравців збірної Угорщини воротар впав у кому. Через тиждень він помер.                                                                                          |
| 31 грудня 1994 | Бруно Пеццай      |     | завершив кар'єру            | Помер від серцевого нападу, що стався під час аматорської хокейної гри. |
| 30 квітня 1995 | Муканді Цімая     | 28  | Атромітос                   | Отримав удар ліктем у шию від гравця суперника під час матчу проти Панелефсініакоса. Він помер перед тим, як потрапити до лікарні.[джерело?]                                             |
| 25 серпня 1995 | Майкл Годард      |     | Дандела                     | Загинув під час гри проти Данганнон Свіфтс у Стангмор Парку після удару м’яча у груди.                                                                                                   |
| 29 жовтня 1995 | Амір Ангве        | 29  | Брідж Бойз                  | Впав і помер на місці від серцевого нападу. |
| 4 січня 1997   | Хеді Берхісса     | 24  | Есперанс                    | Серцевий напад у товариській грі проти Олімпік (Ліон) на Стад Чедлі Зуйтен |
| 4 квітня 1997  | Вахіб Джаббара    | 23  | Hapoel Taibe                | Серцевий напад під час гри проти Бней-Єгуда. |
| 18 лютого 1998 | Роббі Джеймс      | 40  | Лланеллі Таун               | Кардіоміопатія. |
| 24 квітня 1998 | Алекс Юптнер      | 29  | Карл Цейс                   | Помер від серцевого нападу на тренуванні. |
| Січень 1999    | Ференц Біро       | 15  | Ніраджул Меркуря-Ніраджулуй | Загинув після того, як поперечина впала йому на голову під час розминки. |
| 24 липня 1999  | Штефан Врабіору   | 23  | Астра                       | Після єдиноборства з суперником у гравця зупинилося серце.. |
| січень 2000    | Даніель Орбеану   | 18  | Карайманул Буштені          | Помер від інфекції від простого розтягнення, неправильно діагностований чотирма різними лікарнями.                                                                                       |
| лютий 2000     | Джон Ікорома      | 17  | Аль-Вахда                   | Впав на полі і згодом помер у лікарні. |
| 2 квітня 2000  | Ері Іріанто       | 26  | Персебая                    | Помер у лікарні через серцеву недостатність після гри між Персебаєю та PSIM Yogyakarta.                                                                                                  |
| 6 травня 2000  | Роберт Мітверанду | 30  | Ракув                       | Помер від серцевого нападу у ванній кімнаті свого будинку, тієї ж ночі, коли його команда програла з рахунком 1: 3 Полар (Вроцлав).                                                      |
| 21 травня 2000 | Хосін Гасемі      | 24  | Кабілія                     | Помер у лікарні в Парижі, Франція від перелому черепа після зіткнення головами двома днями раніше                                                                                        |
| 30 травня 2000 | Іван Крстич       | 19  | Раднички                    | Вражений блискавкою під час тренування і був негайно вбитий. |
| 5 жовтня 2000  | Кетелін Хилдан    | 24  | Динамо                      | Загинув під час гри за "Динамо"; на 74-й хвилині товариської гри проти Олтеніці Хілдан переніс серцевий напад і впав на землю. Північна трибуна Динамо стадіону) названа на його честьа. |

## Список футболістів, які померли у XXI столітті

### 2000-ті роки
| Дата смерті       | Ім'я                    | Вік | Команда                 | Причина смерті |  |
| ----------------- | ----------------------- | --- | ----------------------- | --- |  |
| 14 лютого 2001    | Роман Павелка           | 33  | СК Унічов               | Впав під час тренування своєї команди і помер від серцевого захворювання. |  |
| 29 серпня 2001    | Сергій Перхун           | 23  | ЦСКА (Москва)           | Травмувався під час зіткнення з Будуном Будуновим, який також отримав серйозну травму голови. У Сергія Перхуна стався крововилив у мозок, він помер через вісім днів. |  |
| 20 листопада 2001 | Седрик Лестик           | 26  | Шербур                  | Помер під час тренування на Стадіоні Андре-Піккено у Турлавілі внаслідок серцевого нападу. |  |
| 20 лютого 2002    | Кристиан Нямту          | 21  | Університатя К          | Випадково потрапив у нижню щелепу товариша по команді, який кинувся до воріт. Було виявлено внутрішню кровотечу, перш ніж він помер через тиждень. |  |
| 30 вересня 2002   | Міхаліс Міхаел          |     | Онсілікос               | Втратив свідомість, помер від зупинки серця. |  |
| жовтень 2002      | Марсіо Дос Сантос       | 28  | Депортіво Ванка         | Дос Сантос переніс серцевий напад після гри свого перуанського клубу Депортиво Ванка, в якій забив гол. Загалом команда виграла з рахунком 3:1 над Альянса Ліма. |  |
| 24 жовтня 2002    | Ерман Гавірія           | 32  | Депортіво Калі          | Отримав удар блискавкою під час тренування і миттєво загинув. |  |
| 27 жовтня 2002    | Джованні Кордова        | 24  | Депортіво Калі          | Отримав удар тією ж блискавкою, яка вбила Ернана Гавірію і помер через 3 дні від наслідків удару. |  |
| 12 грудня 2002    | Стефан Толеський        | 23  | Напредок                | Впав під час матчу, а пізніше помер у лікарні. |  |
| 9 березня 2003    | Марвін Лі               | 21  | Тринідад і Тобаго U20   | Отримав травми шиї та хребта під час зіткнення з Лендоном Донованом під час турніру КОНКАКАФ U-20 20 березня 2001 року. Паралізований, він помер через два роки 9 березня 2003 р. |  |
| 26 червня 2003    | Марк-Вів'єн Фое         | 28  | Камерун                 | Впав на 71-й хвилині півфінального матчу Кубка конфедерацій 2003 в матчі між своєю збірною та Колумбією, і незабаром помер у лікарні. Лікарі намагалися запустити серце, робити штучне дихання, але вже через 45 хвилин футболіст помер. Розтин пізніше виявив, що причиною смерті стала гіпертрофічна кардіоміопатія. |  |
| 26 серпня 2003    | Алі Бакар               | 55  | Малайзія та «Пінанг»    | Переніс серцевий напад і помер на полі під час гри в благодійному футбольному матчі в Сінгапурі |  |
| 25 січня 2004     | Міклош Фехер            | 24  | Бенфіка                 | Зупинка серця, викликана гіпертрофічною кардіоміопатією під час гри проти Віторія (Гімарайнш). Упав на газон, лікарі тричі запускали його серце. У підсумку він помер. |  |
| 26 січня 2004     | Андреас Чурояї          |     | «Кевлінге»              | Упав на поле. Партнери по команді і медичний персонал намагалися надати йому першу допомогу, але їхні зусилля були марні. |  |
| 29 лютого 2004    | Денні Ортіс             | 27  | Муніципале              | Розрив перикарду під час матчу проти «Коммунікасьйонес», коли він зіткнувся з Маріо Рафаелем Родрігесом. Пізніше помер у лікарні. |  |
| 1 березня 2004    | Андрій Павицький        |     | Арсенал (Київ)          | Помер на тренуванні від серцевої недостатності. |  |
| 3 червня 2004     | Іштван Сабо             |     | Ураїфалу                | Після тренування знепритомнів і більше не прийшов до тями. |  |
| 4 серпня 2004     | Арно Схап               |     | Хілверсум               | Упав на поле і знепритомнів. Спроби запустити його серце виявилися марними, помер у машині «швидкої». |  |
| 27 жовтня 2004    | Сержіньо                | 30  | Сан-Каетано             | Зупинка серця під час матчу Серія A (Бразилія) проти Сан-Паулу. Помер у лікарні через 40 хвилин. Його смерть мотивувала оновлення практики надання медичної допомоги з боку клубів та посилення профілактичних заходів на спортивних майданчиках Бразилії.                                                             |  |
| 5 грудня 2004     | Крістіано Жуніор        | 24  | Демпо                   | Зіткнувся з Мохуном Баганом - воротарем команди Субрата Павла на 78-й хвилині фіналу Кубка Федерації, забивши свій другий гол. Він хитнувся, а потім упав. Спроби оживити його були безуспішними, і він був оголошений мертвим після прибуття до лікарні Хосмат.                                                       |  |
| лютий 2005        | Неджад Ботойнич         |     | Любляна                 | Футболіст помер на тренуванні від серцевого нападу. |  |
| 12 квітня 2005    | Пол Саймс               | 28  | Фолкстоун Інвікт        | Впав на полі після 30 хвилин гри проти Margate F.C. у півфіналі Кубка Кентів. Причиною його смерті виявлено недіагностований порок серця |  |
| 27 травня 2005    | Алін Пайку              | 32  | Мінерул                 | Звалився після удару м'ячем. Помер від серцевого нападу. |  |
| 25 червня 2005    | Уго Кунья               | 28  | Уніан Лейрія            | Раптово помер від зупинки серця під час футбольного матчу, проведеного з друзями в Монтемор-у-Нову. |  |
| 11 квітня 2006    | Віктор Альфонсо Герреро | 17  | Енвігадо                | Раптово помер під час тренувального матчу. Він втратив свідомість та був відправлений до лікарні. |  |
| 12 червня 2006    | Расмус Грен             | 26  | Нествед                 | Серцевий напад під час тренування і, незважаючи на спроби першої медичної допомоги гравцями команди та лікаря помер ще до прибуття лікарів. Згодом № 7 у команді залишили за ним назавжди. |  |
| 10 серпня 2006    | Гьокмен Йилдиран        | 28  | Елязигспор              | Під час тренування переніс серцевий напад, він помер перед тим, як його доставили в лікарню. |  |
| 30 серпня 2006    | Мохамед Абдельвахаб     | 23  | Аль-Аглі                | Помер від непоміченої вади серця під час тренувального матчу. |  |
| 9 вересня 2006    | Метг Гедсбі             | 27  | Гінклі Юнайтед          | Впав на полі під час гри англійської Національної ліги Північ проти Гаррогейт Таун і незабаром помер у Харрогейтській районній лікарні. Медичні дослідження показали, що він помер від серцевого захворювання, відомого як аритмогенна дисплазія правого шлуночка серця..                                              |  |
| 9 вересня 2006    | Нілтон Перейра Мендес   | 30  | Шахтар                  | Впав на полі під час тренування зі своїм клубом і помер у кареті швидкої допомоги по дорозі до лікарні. Бразилець був колишнім найкращим бомбардиром і найкращим гравцем Прем’єр-ліги Казахстану. |  |
| 27 березня 2007   | Іван Карачич            | 19  | Широкі Брієг            | Серцевий напад і, як наслідок, смерть під час тренувального матчу в Широкі Брієг, Боснія і Герцеговина. |  |
| 19 серпня 2007    | Антон Рід               | 16  | Волсолл                 | Впав і помер під час передсезонної підготовки молодіжної команди. Слідство зафіксувало причину через природні причини. |  |
| 28 серпня 2007    | Антоніо Пуерта          | 22  | Севілья                 | Впав під час матчу проти Хетафе. Пізніше він помер у лікарні після кількох зупинок серця. Розтин виявив аритмогенну кардіоміопатію правого шлуночка серця. |  |
| 29 серпня 2007    | Часве Нсофва            | 28  | Хапоель Б-Ш             | Раптова серцева недостатність під час тренувального матчу проти Маккабі (Беер-Шева). |  |
| 29 грудня 2007    | Філ О'Доннелл           | 35  | Мотервелл               | Впав під час святкування перемоги своєї команди 5:3 проти Данді Юнайтед через те, що пізніше було підтверджено, як відмова лівого шлуночка серця. Помер по дорозі до лікарні. |  |
| 9 лютого 2008     | Гі Чінгома              | 22  | 105 (Лібревіль)         | Помер незабаром після матчу чемпіонату проти Union Sportive O'Mbila. Під час матчу він зіткнувся з суперником. Йому вдалося закінчити гру, але незабаром упав, і медики не змогли привести до життя. |  |
| 16 лютого 2008    | Ерве Кінг               | 27  | Рінгмер                 | Упав через 17 хвилині після гри Задар of an undetermined cause (heart attack suspected). |  |
| 3 квітня 2008     | Хрвой Кустич            | 24  | Задар                   | Зіткнувся з бетонною стіною під час гри проти клубу Цибалія і через 5 днів помер у лікарні від важкої травми голови |  |
| 31 травня 2008    | Рустем Булатов          | 34  | Торпедо СДЮСШОР Калуга  | Захворів під час гри, помер пізніше того ж дня в лікарні. |  |
| вересень 2008     | Станіслав Ніколов       |     | Аксаково                | Помер від серцевого нападу під час перерви матчу першості Болгарії. |  |
| 15 березня 2009   | Джумаді Абді            | 26  | ПКТ Бонтанг             | Постраждав після інциденту з Денні Таркасом під час матчу його клубу ПКТ Бонтанг проти Персела. Денні вдарив Джумаді по животу, коли той намагався дістати м’яч. Джумаді помер у лікарні через 8 днів від важкої інфекції.                                                                                             |  |
| 3 квітня 2009     | Віктор Уго Авалос       | 37  | Варрі Вулвз             | Серцевий напад під час матчу проти Салезіаніто. Наступного дня він помер. |  |
| 26 травня 2009    | Оробосан Адун           | 28  | Воррі Вулвз             | Перед виїзним матчем з Енугу Рейнджерс воротар Адун з ФК «Воррі Вулвз» зазнав нападу зловмисників, яких підозрювали як вболівальників місцевої команди. Адун помер через 3 дні від внутрішньої кровотечі під час тренування.                                                                                           |  |
| липень 2009       | Уго Кунья               |     | Уніан Лейрія            | Помер від серцевого нападу під час товариської зустрічі. |  |
| 5 липня 2009      | Міхай Байку             |     | Закінчив кар'єру        | Футболіст, який вже завершив професійну кар'єру, помер від серцевого нападу під час товариської гри з друзями.. |  |
| 8 серпня 2009     | Даніель Харке           | 26  | Еспаньйол               | Зупинка серця після тренування. |  |
| 2 вересня 2009    | Александр Ятан          | 19  | Дунеря (Галац)          | На ворота Олександру Ятана був призначений пенальті, і м'яч після удару з одинадцятиметрової позначки влучив у сонячне сплетіння голкіперу. Незабаром воротар упав на газон. Ятана відправили в лікарню, але по дорозі він помер від зупинки серця.                                                                    |  |
| вересень 2009     | Міхал Єжек              |     | Кновіс                  | Після автоголу в матчі першості Чехії несподівано звалився на газон і помер. У футболіста зупинилося серце. |  |
| 15 листопада 2009 | Мауріціо Греко          | 25  | Стадіон TuS Güldenstern | Упав під час матчу свого клубу «ТуС Гюльденштерн» проти Лупо Мартіні Вольфсбурга у Кемперс Хее і помер пізніше у лікарні. |  |
| 18 листопада 2009 | Салем Саад              | 31  | Ан-Наср                 | Помер від серцевого нападу під час тренування. |  |
| 24 січня 2010     | Яннік Даго              | 17  | Футбол Аррас            | Упав під час матчу молодіжної команди (до 19 роківч) Футбол Аррас проти Етоїл Спортивний Анзін Сент-Обен і помер пізніше через інфаркт міокарда. |  |
| Березень 2010     | Дієго Кантеро           |     | Хенераль Кабальеро      | Під час тренування футболіст упав у обморок. Працівники клубу викликали «Швидку допомогу», але медики не змогли допомогти. Футболіст помер від сердечного нападу. |  |
| 6 березня 2010    | Ендуранс Ідахор         | 25  | Аль-Меррейх             | Упав під час матчу свого суданського клубу Аль-Меррейх проти Аламала Атбарі. Він помер у кареті швидкої допомоги. Звіт про розтин показав, що він переніс циркуляторний колапс від гострого інфаркту міокарда. |  |
| 8 березня 2010    | Бартоломео Опоку        | 19  | Kessben F.C.            | Впав під час гри проти ліги Ліберті. Його швидко доставили до лікарні, де стан футболіста стабілізувався за одну ніч. Наступного дня його клуб оголосив про його смерть. |  |
| 2 травня 2010     | Амврос Уле              | 24  | Непереможна одинадцятка | Серцева недостатність у матчі проти Mighty Barrolle. Він вийшов на заміну у другому таймі, але незабаром упав у центральному колі, де не було гравців. Незабаром він помер відразу після прибуття до лікарні в Монровії, Ліберія.                                                                                      |  |
| 8 травня 2010     | Wilson Mene             | 22  | Prek Pra Keila          | Упав під час матчу ліги. Він грав за Metfone у Прем’єр-лізі Камбоджі на Національному олімпійському стадіоні.[неякісне джерело] |  |
| травень 2010      | Фред                    |     | Мескіта                 | 26-летний спортсмен рухнул на поле в середине первого тайма. Была вызвана «скорая помощь», но она не помогла футболисту. Причина смерти- сердечный приступ. |  |
| 18 серпня 2010    | Віктор Омогбегін        | 22  | Ілфорд, ФК              | Упав під час матчу ліги. Він грав у грі Істмійської футбольної ліги з Ілфорда проти ФК Лоустофт Таун. |  |
| 10 листопада 2010 | Бенджамін Овусу         | 21  | Кавалерс ФК Параку      | Упав під час гри в Беніні. |  |
| 12 грудня 2010    | Еммануїл Оголі          | 21  | Ocean Boys F.C.         | Впав на полі під час гри в матчі чемпіонату, а пізніше помер у лікарні. |  |

### 2010-ті роки
| Дата смерті       | Ім'я                | Вік | Команда              | Причина смерті |
| ----------------- | ------------------- | --- | -------------------- | --- |
| 12 квітня 2011    | Локіссімбай Локо    | 30  | ФК Бомонтуа          | Серцевий напад під час матчу Ліга-Міді-Піренеї. |
| 4 серпня 2011     | Наокі Мацуда        | 34  | Мацумото Ямага       | Помер після тренування 2 серпня 2011 року через зупинку серця після 15-хвилинної розминки. Лікарі діагностували його стан як "надзвичайно важкий". Через два дні він помер 4 серпня.                                                                                     |
| 13 листопада 2011 | Бобсам Еледжіко     | 30  | Мерксем              | Впав, втративши свідомість і помер, граючи в матчі ліги 5-го рівня. |
| 21 березня 2012   | Векантеш            | 27  | Бангалор Марс        | Причина смерті — зупинка серця |
| 14 квітня 2012    | П'єрмаріо Морозіні  | 25  | Ліворно              | У футболіста зупинилось серце. Машина швидкої допомоги завезла його до лікарні, проте згідно остаточного висновку медиків Морозіні помер ще на полі. |
| 21 червня 2013    | Ален Памич          | 23  | Пула                 | 23-річний хорватський футболіст Ален Памич помер внаслідок зупиники серця під час тренування перед грою проти молодіжного складуа команди. |
| 17 січня 2014     | Павло Ткаченко      | 16  | Севастополь          | 16-річний гравець молодіжної команди ФК «Севастополь» помер на полі тренувальної бази під час тренування. |
| 9 серпня 2014     | Андрій Баль         |     | закінчив виступи     | Помер під час матчу ветеранських команд |
| 23 серпня 2014    | Альберт Ебоссе      | 24  | Кабілія              | Альберт Ебоссе, який грав за алжирський клуб «Кабілія», помер у лікарні внаслідок травми, отриманої після матчу. Причиною смерті 24-річного футболіста став камінь, кинутий на поле якимось уболівальником.                                                              |
| 19 жовтня 2014    | Пітер Біаксангзуала | 23  | Бетлехем Венгхланг   | 23-річний індійський футболіст, який грав за команду з ліги округу Мізорам, забив гол, та зробив сальто. Проте він невдало приземлився, та зламав хребет, після чого впав у кому, з якої вийти йому не вдалось.                                                          |
| 2 вересня 2015    | Стеліос Маркусіс    |     | Верія                | 18-річний воротар помер на тренуванні внаслідок серцевого нападу. |
| 6 травня 2016     | Патрік Екенг        | 26  | Динамо (Бухарест)    | Кардіогенний шок стався у футболіста через 7 хвилин після виходу на заміну в матчі чемпіонату з «Віїторулом» |
| 26 квітня 2017    | Моїз Бру Апанга     | 35  | 105 (Лібревіль)      | Помер внаслідок серцевого нападу на тренуванні. |
| 5 червня 2017     | Шейк Тіоте          | 30  | Бейцзин Ентерпрайзес | Втратив свідомість на тренуванні, доставлений до лікарні, де помер внаслідок серцевого нападу. |
| 15 жовтня 2017    | Чойрул Худа         | 38  | «Персела Ламонган»   | Худа зіштовхнувся з товаришем по команді Рамоном Родрігесом, та отримав важкі травми голови та шиї. Його доставили до лікарні, проте лікарі не зуміли врятувати футболісту життя. Відео інциденту було опубліковане на YouTube-каналі (youtube.com/watch?v=gSFPyVM_Vco). |
| 24 березня 2018   | Бруно Бобан         | 25  | Марсонія 1909        | Серцевий напад стався у футболіста під час матчу з «Пожегою». Бобана намагались реанімувати медики клубів і лікар, який був глядачем, проте безуспішно. |

### 2020-ті роки
| Дата смерті    | Ім'я              | Вік | Команда      | Причина смерті |
| -------------- | ----------------- | --- | ------------ | --- |
| 7 січня 2021   | Алекс Аполінаріо  | 24  | Алверка      | 3 січня 2021 року переніс серцевий напад на 27 хвилині матчу чемпіонату Португалії. Серце було запущено після кількох спроб. Помер у лікарні за 4 дні.                                                                  |
| 8 березня 2021 | Абдул Рахман Атеф | 23  | Аль-Канайят  | Помер під час матчу чемпіонату, проковтнувши язик. |
| 11 квітня 2021 | Деян Оршуш        | 24  | Оток         | Серцевий напад під час матчу проти клубу «Раднички», помер у лікарні того ж дня. |
| 27 серпня 2024 | Хуан Іск'єрдо     | 27  | «Насьйональ» | 23 серпня футболіст втратив свідомість під час матчу Кубка Лібертадорес проти клубу «Сан-Паулу» в Сан-Паулу. Реанімаційні заходи не мали успіху, й Іск'єрдо помер 27 серпня в місцевій лікарні внаслідок зупинки серця. |

## Примітка
1. ↑  deaths on field. Архів оригіналу за 23 лютого 2014. Процитовано 8 лютого 2014. [Архівовано 2014-02-23 у Wayback Machine.]
2. ↑  BBC SPORT | Football | African | Fifa to discuss cardiac testing. BBC News. 31 серпня 2007. Процитовано 2 червня 2016.
3. ↑  Sample, Ian (4 липня 2008). Doctors call for heart checks on athletes. Guardian. Архів оригіналу за 23 лютого 2014. Процитовано 8 лютого 2014.
4. 1 2  «Энциклопедия британского футбола», стр. 262
5. ↑  Георгий Трушин (6 травня 2010). Футболист Горан Туньич умер прямо на поле. Свободная Пресса. Архів оригіналу за 8 травня 2012. Процитовано 25 липня 2021.
6. ↑  FIFA PCMA (PDF). Архів оригіналу (PDF) за 19 серпня 2012. Процитовано 27 квітня 2013.
7. ↑  UEFA Europa League Regs (PDF). Архів оригіналу (PDF) за 31 травня 2013. Процитовано 27 квітня 2013.
8. ↑  2012 Rome doctor. Архів оригіналу за 24 вересня 2015. Процитовано 27 квітня 2013.
9. ↑  Cropper, William - R.I.P. in Brimington (англ.). Youandyesterday.co.uk. 29 червня 2007. Архів оригіналу за 20 березня 2008. [Архівовано 2008-03-20 у Wayback Machine.]
10. ↑  James Dunlop (англ.). StMirren.info. Архів оригіналу за 25 лютого 2014. Процитовано 25 липня 2021. [Архівовано 2014-02-25 у Wayback Machine.]
11. ↑  Past, News From The (22 березня 2018). 1893: Footballer killed by tackle in bad tempered match.
12. ↑  Walter "Wash" Bannister (англ.). CFCHistory.com. Архів оригіналу за 27 січня 2018. Процитовано 25 липня 2021. [Архівовано 2018-01-27 у Wayback Machine.]
13. ↑  Association Player Killed: Sad accident at Bedminster. Bristol Mercury. 30 березня 1896. Процитовано 18 грудня 2019 — через British Newspaper Archive.
14. ↑  Jimmy Logan honoured (англ.). NottsCountyFC.co.uk. 28 серпня 2016.
15. ↑  Joe Powell (англ.). Arsenal.com.
16. ↑  James, Gary. Manchester – A Football History. — Halifax : James Ward, 2008. — P. 120. — ISBN 978-0-9558127-0-5.
17. ↑  The Definitive History of Leeds United - Matches - 27 October 1906 - Leeds City 0 Burnley 1 (англ.). MightyLeeds.co.uk. Архів оригіналу за 13 серпня 2010. Процитовано 25 липня 2021.
18. ↑  Thomas Blackstock (англ.). Spartacus Educational.
19. ↑  The Excruciating Death of Frank Levick - Sheffield 1908 (англ.). ChrisHobbs.com.
20. ↑  Memorabilia mixes with poignant tales in new Easter Road exhibit (англ.). The Scotsman. 30 травня 2008.
21. ↑  Arsenal history: On this day...  лютого 19. Arsenal.com. Архів лютого-19 оригіналу за 22 лютого 2014. Процитовано 30 березня 2022.
22. ↑  Harris, Jeff & Hogg, Tony (ed.) (1995). Arsenal Who's Who. Independent UK Sports. ISBN 1-899429-03-4.
23. ↑  I campioni di Spalato un osso duro per tutti (PDF). Kramarsic family site. Архів оригіналу (PDF) за 13 липня 2011. Процитовано 8  лютого 2014. [Архівовано 2011-07-13 у Wayback Machine.]
24. ↑  Quirky Injuries. goalkeepersaredifferent.com. Архів оригіналу за 22 серпня 2015. Процитовано 31 липня 2015.
25. ↑  Le Matin: derniers télégrammes de la nuit. Le Matin (фр.). 14 березня 1927. Архів оригіналу за 14 липня 2018. Процитовано 14 липня 2018.
26. ↑  NuméroLe Petit Parisien: journal quotidien du soir. Le Petit Parisien (фр.). 14 березня 1927. Архів оригіналу за 14 липня 2018. Процитовано 14 липня 2018.
27. ↑  The Death of Samuel Wynne – травня 1927. chrishobbs.com. Архів оригіналу за 30 січня 2008. Процитовано 24  лютого 2008.
28. 1 2  Salman. List of Footballers who died while playing!. Top Sports Blog. Архів оригіналу за 6 грудня 2011. Процитовано 15 листопада 2011. [Архівовано 2012-03-25 у Wayback Machine.]
29. ↑  Innsbrucker Nachrichten: Todessturz beim Fußballspiel (p. 5, 3 грудня 1934, archived by the National Library of Austria)
30. ↑  Northern Whig – Monday 11  лютого 1935
31. ↑  Belfast Telegraph – Tuesday 12  лютого 1935
32. 1 2 3  El balón está de duelo (ісп.). dechalaca.com. 28 серпня 2007. Архів оригіналу за 14 липня 2018. Процитовано 14 липня 2018.
33. ↑  Sarpsborg Arbeiderblad: Falt død om under fotballkampen (p. 4, 15 травня 1939)
34. ↑  Stadtchronik Braunschweig: 1949 (нім.). braunschweig.de. Архів оригіналу за 17 жовтня 2013. Процитовано 28 серпня 2013. [Архівовано 2013-10-17 у Wayback Machine.]
35. ↑  Folha Online – Colunas – Papo de Esporte – Artigo: Mitotônio e a panelada assassina – 03/06/2003. .folha.uol.com.br. 1 січня 1970. Архів оригіналу за 17 жовтня 2012. Процитовано 15 листопада 2011.
36. ↑  Matthews, Tony (1994). The Encyclopaedia of Stoke City. Lion Press. ISBN 0-9524151-0-0.
37. 1 2 3 4 5 6 7 8 9 10 11 12  Артём Франков (20 липня 2009). Красная смерть. Sport.ua. Архів оригіналу за 8 травня 2012. Процитовано 31 липня 2021.
38. ↑  Memorijal Pero Radaković. nk-rijeka.hr. Архів оригіналу за 31 січня 2017. Процитовано 17 січня 2017. [Архівовано 2017-01-31 у Wayback Machine.]
39. ↑  Radaković, Petar. Nogometni leksikon (хор.). Архів оригіналу за 31 січня 2017. Процитовано 17 січня 2017. {{cite encyclopedia}}: Вказано більш, ніж один |archivedate= та |archive-date= (довідка); Вказано більш, ніж один |archiveurl= та |archive-url= (довідка)
40. ↑  Gelsenkirchen – a football town through and through (PDF). Fifa.com. Архів (PDF) оригіналу за 4 березня 2016. Процитовано 2 червня 2016.
41. ↑  Pedro Berruezo, Always with Us. Процитовано 19 липня 2020.
42. ↑  «Великие клубы», № 11-07, стр.14
43. ↑  Archived copy. Архів оригіналу за 5 жовтня 2012. Процитовано 8 лютого 2014.{{cite web}}:  Обслуговування CS1: Сторінки з текстом «archived copy» як значення параметру title (посилання)
44. ↑  Seadogs_Fans_contact_details. Seadogsfans.co.uk. 27 листопада 1965. Архів оригіналу за 1 жовтня 2011. Процитовано 15 листопада 2011. [Архівовано 2012-02-07 у Wayback Machine.]
45. ↑  Не вышло поле перейти. Новая газета. 19 січня 2006. Архів оригіналу за 8 травня 2012. Процитовано 25 липня 2021.
46. ↑  30 years after death of Hocine Benmiloudi. elkhabar.com. 5 листопада 2011. Архів оригіналу за 4 березня 2013.
47. ↑  Sport 4x0 XV de Jaú. futpédia (порт.). 7 березня 1982. Архів оригіналу за 14 липня 2018. Процитовано 14 липня 2018.
48. ↑  Archived copy. Архів оригіналу за 28 квітня 2011. Процитовано 16 січня 2012.{{cite web}}:  Обслуговування CS1: Сторінки з текстом «archived copy» як значення параметру title (посилання) [Архівовано 2011-04-28 у Wayback Machine.]
49. ↑  Muere Gallardo después de ocho días en coma [Gallardo dies after eight days in a coma]. El País (ісп.). 16 січня 1987. Архів оригіналу за 14 березня 2016. Процитовано 13 березня 2016.
50. ↑  Archived copy. Архів оригіналу за 21 лютого 2014. Процитовано 8 лютого 2014.{{cite web}}:  Обслуговування CS1: Сторінки з текстом «archived copy» як значення параметру title (посилання)
51. 1 2  Bir anda yere yıkıldı. CNN Türk (тур.). 7 червня 2017. Архів оригіналу за 14 липня 2018. Процитовано 14 липня 2018.
52. ↑  Pemain-pemain Bola yang Mendadak Meninggal di Lapangan Hijau. Архів оригіналу за 14 жовтня 2013. Процитовано 8 лютого 2014. [Архівовано 2013-10-14 у Wayback Machine.]
53. ↑  A history of sudden deaths in football – Other Sports – The Star Online. thestar.com.my. Архів оригіналу за 27 лютого 2014. Процитовано 8 лютого 2014.
54. ↑  Israele: muore in campo calciatore arabo. Archiviostorico.corriere.it. Архів оригіналу за 18 січня 2016. Процитовано 15 листопада 2011.
55. 1 2 3 4 5 6  Deceased players. Romaniansoccer.ro. Архів оригіналу за 13 березня 2008. Процитовано 2 червня 2016.
56. 1 2 3  О.Тихолиз (13 січня 2004). Загадочная смерть. Шалва Апхазава простился с жизнью в 23 года. Советский спорт. Архів оригіналу за 8 травня 2012. Процитовано 30 серпня 2010.
57. ↑  Slump and Die: The Tragedy Continues..., Articles – THISDAY LIVE. thisdaylive.com. Архів оригіналу за 18 січня 2016. [Архівовано 2016-01-18 у Wayback Machine.]
58. ↑  SENAYAN News. 8k.com. Архів оригіналу за 29 липня 2007.
59. ↑  The tragedy at "Cair" thunder kills young representative Ivana Krstic. Arhiva.glas-javnosti.rs. Архів оригіналу за 14 жовтня 2013. Процитовано 2 червня 2016. [Архівовано 2013-10-14 у Wayback Machine.]
60. ↑  Palička, Jan (16 лютого 2001). Fotbalista Pavelka zemřel při tréninku (Czech) . Idnes.cz. Процитовано 6 лютого 2021.
61. ↑  Сергей Перхун. Помним тебя, вратарь (рос.). cskamoskva.ru. Архів оригіналу за 9 липня 2013. Процитовано 5 липня 2013.
62. ↑  Cédric Lestic s'en est allé. Le Parisien (фр.). 22 листопада 2001. Архів оригіналу за 14 липня 2018. Процитовано 14 липня 2018.
63. ↑  Archived copy. Архів оригіналу за 30 липня 2013. Процитовано 30 липня 2013.{{cite web}}:  Обслуговування CS1: Сторінки з текстом «archived copy» як значення параметру title (посилання)
64. ↑  Murió Herman "Carepa" Gavíria tras ser alcanzado por un rayo (Herman "Carepa" Gaviria died after being hit by lightning) (ісп.). Архів оригіналу за 8 лютого 2010. Процитовано 28 лютого 2008.
65. ↑  Otros casos recientes (ісп.). ABC. 28 серпня 2007. Архів оригіналу за 24 лютого 2014. Процитовано 9 лютого 2014.
66. ↑  Bailey, Joel (10 березня 2003). Marvin Lee passes away. Trinidad and Tobago's Newsday. Архів оригіналу за 16 серпня 2016. Процитовано 7 травня 2016.
67. ↑  Barrero, Jim (11 березня 2003). Ex-Trinidad Player Lee Dies at 21. Los Angeles Times. Архів оригіналу за 3 червня 2016. Процитовано 7 травня 2016.
68. 1 2 3  Вячеслав Опахин (30 квітня 2010). Финальный удар. Футбол. Архів оригіналу за 8 травня 2012. Процитовано 30 серпня 2010.
69. ↑  Former Malaysian striker dies during football match: report – ABC News (Australian Broadcasting Corporation). Abc.net.au. 17 серпня 2003. Архів оригіналу за 3 серпня 2016. Процитовано 30 травня 2016.
70. ↑  В Швеции во время тренировки умер футболист. Лента.ру. Архів оригіналу за 8 травня 2012. Процитовано 25 липня 2021.
71. ↑  В киевском «Арсенале» умер ещё один футболист. Лента.ру. 1 березня 2004. Архів оригіналу за 8 травня 2012. Процитовано 25 липня 2021.
72. ↑  Футболист команды «Любляна» умер во время тренировки. Утро.ру. 18 лютого 2005. Архів оригіналу за 8 травня 2012. Процитовано 25 липня 2021.
73. ↑  BBC NEWS – UK – England – Kent – Football player dies after game. bbc.co.uk. Архів оригіналу за 29 грудня 2008. Процитовано 24 лютого 2008.
74. ↑  FACTBOX-Soccer-Sudden deaths of players. Reuters. 9 серпня 2009. Процитовано 2 вересня 2009.{{cite news}}:  Обслуговування CS1: Сторінки з параметром url-status, але без параметра archive-url (посилання) [Архівовано 2012-07-09 у Archive.is]
75. ↑  Antonio Puerta rend l'âme. RDS (ісп.). 28 серпня 2007. Архів оригіналу за 14 липня 2018. Процитовано 14 липня 2018.
76. ↑  Fodbold-spiller faldt død om under træning – Nyheder. BT.dk. Архів оригіналу за 22 березня 2012. Процитовано 15 листопада 2011.
77. ↑  Датский футболист умер во время тренировки. Советский спорт. 13 червня 2006. Архів оригіналу за 8 травня 2012. Процитовано 26 вересня 2010.
78. ↑  Shaheen, Amr (31 серпня 2006). Heart defect kills Egypt defender. BBC News. Архів оригіналу за 26 квітня 2020. Процитовано 8 травня 2010.
79. ↑  Hinckley Utd defender Gadsby dies. BBC Sport. Архів оригіналу за 26 квітня 2020. Процитовано 14 серпня 2021.
80. ↑  МЫ остались без Мендеса... – Спорт.Gazeta.kz. sport.gazeta.kz. Архів оригіналу за 3 жовтня 2011. Процитовано 22 червня 2009.
81. ↑  Croatian teenager footballer dies in training_sports_English_SINA.com. sina.com. Архів оригіналу за 18 липня 2008. Процитовано 24 лютого 2008.
82. ↑  Footballer died of natural causes. BBC Sport. Архів оригіналу за 26 квітня 2020. Процитовано 14 серпня 2021.
83. ↑  Motherwell captain O'Donnell dies. BBC Sport. Архів оригіналу за 1 січня 2008. Процитовано 29 грудня 2007.
84. ↑  Футболист шотландского клуба Фил О’Доннелл умер после матча. Архів оригіналу за 17 серпня 2009. Процитовано 25 липня 2021.
85. ↑  Internationalul gabonez Guy Tchingoma a murit pe teren, intr-un meci din campionat. sport365.ro. Архів оригіналу за 22 лютого 2014. Процитовано 9 лютого 2014.
86. ↑  Tributes to pitch-death player. BBC News. 18 лютого 2008. Архів оригіналу за 29 грудня 2008. Процитовано 2 червня 2016.
87. ↑  Edwards, Richard (14 вересня 2008). Mother's devastation at losing two sons in seven months. The Daily Telegraph. London. Архів оригіналу за 19 жовтня 2008. Процитовано 8 травня 2010.
88. ↑  PHOTO: Croatian Footballer Hrvoje Custic Dies. dalje.com. Архів оригіналу за 17 жовтня 2013. [Архівовано 2014-12-21 у Wayback Machine.]
89. ↑  Скончался бывший игрок "Рубина". Sports.ru. Архів оригіналу за 4 червня 2008. Процитовано 28 травня 2009.
90. ↑  Болгарский футболист умер в перерыве матча. Архів оригіналу за 26 жовтня 2008. Процитовано 30 серпня 2010. [Архівовано 2008-10-26 у Wayback Machine.]
91. ↑  Indonesia in mourning. ESPN Star. 15 березня 2009. Архів оригіналу за 6 вересня 2012. Процитовано 9 лютого 2014.
92. ↑  Falleció el futbolista paraguayo Víctor Hugo Avalos. Cooperativa.cl. 3 квітня 2009. Архів оригіналу за 14 жовтня 2013. Процитовано 11 липня 2012.
93. ↑  Ocean Boys' Ogoli Dies, Articles – THISDAY LIVE. thisdaylive.com. Архів оригіналу за 22 лютого 2014. [Архівовано 2016-01-18 у Wayback Machine.]
94. ↑  Алиев, Руслан (7 вересня 2009). Автогол убил футболиста. Газета.Ru. Процитовано 3 вересня 2015.
95. ↑  Румынскийй футболист умер во время матча. Лента.ру. 8 липня 2009. Архів оригіналу за 8 травня 2012. Процитовано 25 липня 2021.
96. ↑  Espanyol stunned by Jarque death. BBC Sport. Архів оригіналу за 17 травня 2020. Процитовано 15 серпня 2021.
97. ↑  Alexandru Iatan a decedat în timpul unui antrenament cu Dunărea Giurgiu! Astăzi fusese împrumutat de la Astra! [Alexandru Iatan died during a training session with Dunărea Giurgiu! He had been loaned from Astra today!] (рум.). gsp.ro. Архів оригіналу за 17 жовтня 2017. Процитовано 17 жовтня 2017.
98. ↑  Ploieşti: Memorial pentru fotbalistul mort la numai 19 ani, Alexandru Iatan [Ploiesti: Memorial for the footballer who died at only 19 years, Alexandru Iatan] (рум.). adevarul.ro. Архів оригіналу за 17 жовтня 2017. Процитовано 17 жовтня 2017.
99. ↑  Марина Крылова: «Фактор смерти»[недоступне посилання]. «PROСпорт-онлайн», 15.05.2012
100. ↑  Maurizio Greco stirbt auf dem Fußballplatz – Startseite – Tageblatt.de. tageblatt.de. Архів оригіналу за 29 травня 2010. [Архівовано 2010-05-29 у Wayback Machine.]
101. ↑  UAE club striker dies after collapsing on pitch. ESPNsoccernet. 19 листопада 2009. Архів оригіналу за 4 червня 2011. Процитовано 19 листопада 2009.
102. ↑  Il y a un an, Yannick Dago, footballeur de 17 ans d'Arras Football, trouvait la mort sur un terrain. La Voix du Nord. Архів оригіналу за 19 жовтня 2013.
103. ↑  Парагвайский футболист умер на тренировке. Аргументы недели. 5 березня 2010. Архів оригіналу за 8 травня 2012. Процитовано 31 серпня 2010.
104. ↑  Нигерийский нападающий умер во время матча. Советский спорт. 7 березня 2010. Архів оригіналу за 8 травня 2012. Процитовано 26 вересня 2010.
105. ↑  Ghanaian player Bartholomew Opoku dies after game. BBC Sport. 9 березня 2010. Архів оригіналу за 12 серпня 2010. Процитовано 2 червня 2016.
106. ↑  Archived copy. Архів оригіналу за 17 грудня 2010. Процитовано 9 березня 2012.{{cite web}}:  Обслуговування CS1: Сторінки з текстом «archived copy» як значення параметру title (посилання)
107. ↑  ORACLE OF CAMBODIA. kengadaffi.blogspot.co.uk. Архів оригіналу за 22 лютого 2014. Процитовано 9 лютого 2014.
108. ↑  Григорий Маслов (9 травня 2010). В Бразилії футболист умер во время игры. Infox.ru. Архів оригіналу за 8 травня 2012. Процитовано 3 червня 2011.
109. ↑  Talented young footballer dies after he goes to see friend's body. The Evening Standard. Архів оригіналу за 4 квітня 2015. Процитовано 5 квітня 2018.
110. ↑  Ex-Ghana U17 captain Owusu dies. GHANAsoccernet.com – Latest Football News, Football Headlines, Live Scores, Results, Fixtures. Архів оригіналу за 14 жовтня 2013. Процитовано 9 вересня 2013.
111. ↑  Archived copy. Архів оригіналу за 18 березня 2012. Процитовано 12 грудня 2010.{{cite web}}:  Обслуговування CS1: Сторінки з текстом «archived copy» як значення параметру title (посилання)
112. ↑  Alwihda Info. Hommage à  LOKISSIMBAYE LOKO,  notre footballeur talentueux qui nous a quitté. Alwihda Info – Actualités TCHAD, Afrique, International. Архів оригіналу за 3 жовтня 2011. Процитовано 6 червня 2011.
113. ↑  Naoki Matsuda dies after heart attack – ESPN Soccernet. Soccernet.espn.go.com. 4 серпня 2011. Архів оригіналу за 26 жовтня 2012. Процитовано 15 листопада 2011. [Архівовано 2012-10-26 у Wayback Machine.]
114. ↑  BBC Sport – Nigerian player Bobsam Elejiko dies in Belgium. BBC News. Архів оригіналу за 15 листопада 2011. Процитовано 15 листопада 2011.
115. ↑  В Бельгії футболист умер во время матча
116. ↑  Индийский футболист умер во время матча (рос.)
117. ↑  16-летний футболист «Севастополя» умер на поле. Газета.Ru. 17 січня 2014. Процитовано 13 лютого 2014.
118. ↑  Вратарь греческого клуба умер на тренировке. Лента.ru. 9 березня 2015. Процитовано 9 березня 2015.
119. ↑  Уругвайський футболіст помер внаслідок втрати свідомості під час матчу Копа Лібертадорес